# زیردریایی شیره
زیردریایی سایری (۱۹۳۸) (به انگلیسی: Italian submarine Scirè (1938)) یک زیردریایی بود که طول آن ۶۰٫۱۸ متر (۱۹۷ فوت ۵ اینچ) بود. این زیردریایی در سال ۱۹۳۸ ساخته شد.